# 赫莎·艾尔顿
赫莎·艾尔顿（1854年4月28日—1923年8月23日）是一位英国女性科学家和政治活动家，1906年获倫敦皇家學會颁发的休斯奖章。